# Radomka (dopływ Wisły)
Radomka ( dawniej Radomierza, Radomierz, Radomia) – rzeka, lewobrzeżny dopływ Wisły o długości 115,989 km i powierzchni dorzecza ponad 2000 km².
Rzeka wypływa z Lasów Koneckich ok. 4 km na południe od Przysuchy na wysokości ok. 310 m n.p.m. Przepływa przez miejscowości: Przysucha, Wieniawa, Mniszek, Przytyk, Jedlińsk, Jastrzębia, Brzóza, Głowaczów, Ryczywół, po czym uchodzi do Wisły.
Dopływami Radomki, w kolejności od źródeł do ujścia, są: Szabasówka, Wiązownica, Dobrzyca, Ślepotka, Bosak, Tymianka, Mleczna, Jastrzębianka, Łukawka, Leniwka i Kosionek.
Na Radomce tuż po przyjęciu głównych dopływów (prawych) Szabasówki i Jabłonicy postawiono zaporę betonowo-ziemną, która utworzyła zbiornik w Domaniowie.

## Historia
Rzeka o pewnym znaczeniu gospodarczym już w średniowieczu, w XVII wieku, a następnie po pracach wykonanych w latach 1823–1824 w części spławna – od Gorynia, znana w dokumentach źródłowych od XIII wieku. W 1256 r. Bolesław, książę krakowski i sandomierski, nadaje klasztorowi miechowskiemu prawo polowania na bobry we wsi klasztornej Swirczewice (Świerże?) przy ujściu Radomki do Wisły (Kodeks Małopolski 104).